# 柳瀨尚紀
柳瀬尚紀（やなせ なおき、1943年3月2日—2016年7月30日），日本翻译家，散文家。北海道根室市出身。早稻田大學文學部畢業。柳瀬尚紀本人是詹姆斯·乔伊斯研究專家。1991年譯有《芬尼根的守灵夜》一書而出名，他另譯有《尤利西斯》，但未譯完即病逝。